# Список призёров чемпионата России по кёрлингу среди женщин
Список призёров чемпионатов России по кёрлингу среди женщин

## Команды-медалисты
| Год  | Золото | Серебро | Бронза |
| ---- | --- | --- | --- |
| 1993 | ВГПИ (Вологда) Валентина Шахнина, Н. Шаршакова, Ольга Алферьева, Лариса Мухина, Л. Печатникова                                                                                   | Кёрлинг-клуб (Санкт-Петербург) Татьяна Смирнова, Ирина Колесникова, Марина Черепанова, Ольга Воронова | — |
| 1994 | Кёрлинг-клуб (Санкт-Петербург) Татьяна Смирнова, Ирина Колесникова, Марина Черепанова, —                                                                                         | ВГПИ (Вологда) Н. Шаршакова, Ольга Алферьева, Лариса Мухина, — | МАИ (Москва) Ольга Андрианова, Наталия Петрова, Елена Соболева, — |
| 1995 | СКА ВМФ (Санкт-Петербург) Татьяна Смирнова, Ирина Колесникова, Марина Черепанова, Наталия Лукашенкова                                                                            | ВГПУ (Вологда) Валентина Шахнина, Н. Шаршакова, Ольга Алферьева, Лариса Мухина | Лесгафтовец (Санкт-Петербург) Екатерина Лисицкая, Яна Голобородько, Наталья Подушкина, В. Пылина                                                                               |
| 1996 | СКА (Санкт-Петербург) Татьяна Смирнова, Ирина Колесникова, Яна Некрасова, Наталия Лукашенкова                                                                                    | Лесгафтовец (Санкт-Петербург) Екатерина Лисицкая, Яна Голобородько, Наталья Подушкина, В. Пылина | ВГПУ (Вологда) Валентина Шахнина, О. Семенкова, Лариса Мухина, Эльмира Гуляева                                                                                                 |
| 1997 | Лесгафтовец-1 (Санкт-Петербург) Екатерина Лисицкая, Яна Голобородько, Наталья Подушкина, О. Березная                                                                             | СКА (Санкт-Петербург) Татьяна Смирнова, Ирина Колесникова, Яна Некрасова, Марина Черепанова | ВГПУ (Вологда) Валентина Шахнина, Ольга Алферьева, Лариса Мухина, Эльмира Гуляева                                                                                              |
| 1998 | СКА (Санкт-Петербург) Татьяна Смирнова, Ирина Колесникова, Яна Некрасова, Марина Черепанова                                                                                      | Лесгафтовец-1 (Санкт-Петербург) Екатерина Лисицкая, Яна Голобородько, Наталья Подушкина, О. Березная | Лесгафтовец-2 (Санкт-Петербург) Жанна Изотова (Осипова), О. Волкова, М. Ежова, —                                                                                               |
| 1999 | Динамо (Москва) Нина Головченко, Ольга Жаркова, Анастасия Скултан, Анна Рубцова                                                                                                  | СКА (Санкт-Петербург) Татьяна Смирнова, Ирина Колесникова, Яна Некрасова, Марина Черепанова, запасной: Яна Голобородько                                                                                                  | МАИ-Авиа (Москва) Анастасия Борисова, Ксения Левицкая, Елена Краснова, Ирина Можгинская                                                                                        |
| 2000 | СКА-2 (Санкт-Петербург) Екатерина Лисицкаяя, Наталья Подушкина, Яна Голобородько, Светлана Фильчакова                                                                            | ЭШВСМ «Москвич» (Москва) Ольга Жаркова, Нкеирука Езех, Анастасия Скултан, Анна Рубцова | СКА-1 (Санкт-Петербург) Яна Некрасова, Татьяна Смирнова, Ирина Колесникова, Марина Черепанова                                                                                  |
| 2001 | ЭШВСМ «Москвич» (Москва) Ольга Жаркова, Нкеирука Езех, Анастасия Скултан, Анжела Тюваева                                                                                         | СКА-2 (Санкт-Петербург) Екатерина Лисицкая, Эльмира Гуляева, Маргарита Шевченко, Юлия Безбородова | ЮНИОН (Москва) Татьяна Смирнова, Анастасия Борисова, Ксения Левицкая, И. Можгинская, запасной: Татьяна Лукина                                                                  |
| 2002 | ЭШВСМ «Москвич»-1 (Москва) Ольга Жаркова, Нкеирука Езех, Анастасия Скултан, Анжела Тюваева                                                                                       | СКА-2 (Санкт-Петербург) Екатерина Лисицкая, Эльмира Гуляева, Ирина Колесникова, Арина Коптиева, запасной: Ольга Волохова                                                                                                 | ЮНИОН (Москва) Татьяна Смирнова, Анастасия Борисова, Ксения Левицкая, А. Лобанова                                                                                              |
| 2003 | ЭШВСМ «Москвич»-1 (Москва) Ольга Жаркова, Нкеирука Езех, Анастасия Скултан, Анна Андрианова, запасной: Анжела Тюваева                                                            | СКА-2 (Санкт-Петербург) Екатерина Лисицкая, Ирина Колесникова, Арина Коптиева, Ольга Волохова | ЮНИОН (Москва) Татьяна Смирнова, Анастасия Борисова, Ксения Левицкая, Ирина Можгинская, запасные: Татьяна Лукина, Анна Лопатина                                                |
| 2004 | Москва Ольга Жаркова, Нкеирука Езех, Людмила Прививкова, Анна Рубцова, запасной: Анна Андрианова                                                                                 | ЮНИОН (Москва) Татьяна Смирнова, Наталья Хвацкая, Татьяна Лукина, Юлия Сторожева, запасные: Анна Лопатина, Ксения Левицкая СКА-2 (Санкт-Петербург) Екатерина Лисицкая, Ирина Колесникова, Арина Коптиева, Ольга Волохова | |
| 2005 | Москва Ольга Жаркова, Нкеирука Езех, Анжела Тюваева, Анна Рубцова, запасной: Татьяна Плыкина                                                                                     | ЭШВСМ «Москвич»-1 (Москва) Людмила Прививкова, Екатерина Галкина, Маргарита Фомина, Илона Гришина, запасной: Алла Скрябина                                                                                               | СКА-1 (Санкт-Петербург) Яна Некрасова, Наталья Эверт, Яна Голобородько, Светлана Фильчакова                                                                                    |
| 2006 | ЭШВСМ «Москвич»-1 (Москва) Людмила Прививкова, Екатерина Галкина, Маргарита Фомина, Илона Гришина, запасной: Алла Скрябина                                                       | СКА-1 (Санкт-Петербург) Яна Некрасова, Наталья Эверт, Яна Голобородько, Светлана Фильчакова | ЭШВСМ «Москвич»-2 (Москва) Дарья Козлова, Юлия Светова, Дарья Максимова, Александра Саитова, запасной: Маргарита Борисова                                                      |
| 2007 | Москвич (Москва) Ольга Жаркова, Нкеирука Езех, Анжела Тюваева, Ольга Зябликова, запасной: Галина Арсенькина                                                                      | ЭШВСМ «Москвич»-1 (Москва) Людмила Прививкова, Екатерина Галкина, Маргарита Фомина, Екатерина Антонова, запасной: Анна Лобова                                                                                            | СКА-1 (Санкт-Петербург) Яна Некрасова, Наталья Эверт, Яна Голобородько, Светлана Фильчакова                                                                                    |
| 2008 | Москва Ольга Жаркова, Нкеирука Езех, Анна Сидорова, Галина Арсенькина, запасной: Ольга Зябликова                                                                                 | ЭШВСМ «Москвич»-1 (Москва) Людмила Прививкова, Екатерина Галкина, Маргарита Фомина, Илона Гришина, запасные: Мария Горбоконь, Александра Саитова                                                                         | Московская область (Дмитров) Татьяна Смирнова, Татьяна Лукина, Анастасия Скултан, Юлия Сторожева                                                                               |
| 2009 | Москва Ольга Жаркова, Нкеирука Езех, Анна Сидорова, Галина Арсенькина, Ольга Зябликова                                                                                           | ЭШВСМ «Москвич»-1 (Москва) Людмила Прививкова, Екатерина Галкина, Маргарита Фомина, Екатерина Антонова | СКА-1 (Санкт-Петербург) Яна Некрасова, Наталья Эверт, Яна Голобородько, Светлана Фильчакова, запасной: Виктория Моисеева                                                       |
| 2010 | Москва Ольга Жаркова, Нкеирука Езех, Анна Сидорова, Галина Арсенькина, запасной: Ольга Зябликова                                                                                 | ЭШВСМ «Москвич»-1 (Москва) Маргарита Фомина, Екатерина Галкина, Екатерина Антонова, Надежда Лепезина, запасной: Людмила Прививкова                                                                                       | ЭШВСМ «Москвич»-2 (Москва) Дарья Козлова, Виктория Макаршина, Александра Саитова, Анна Лобова, запасной: Юлия Светова                                                          |
| 2011 | ЭШВСМ «Москвич»-1 (Москва) Людмила Прививкова, Маргарита Фомина, Екатерина Антонова, Екатерина Галкина, запасной: Анастасия Прокофьева                                           | Москва Анна Сидорова, Ольга Зябликова, Нкеирука Езех, Галина Арсенькина, запасной: Ольга Лаврова | ЭШВСМ «Москвич»-2 (Москва) Виктория Макаршина, Александра Саитова, Анна Лобова, Надежда Лепезина, запасной: Юлия Светова                                                       |
| 2012 | Москва Анна Сидорова, Ольга Зябликова, Нкеирука Езех, Галина Арсенькина, тренер: Ольга Андрианова                                                                                | СДЮСШОР «Москвич»-1 (Москва) Людмила Прививкова, Маргарита Фомина, Екатерина Галкина, Екатерина Антонова, тренер: Ольга Андрианова                                                                                       | Альбатрос (Калининград) Ольга Жаркова, Юлия Портунова, Алиса Трегуб, Юлия Гузиёва, запасной: Екатерина Шарапова, тренер: Сергей Беланов                                        |
| 2013 | Сборная Москвы-2 (Москва) Людмила Прививкова, Маргарита Фомина, Екатерина Галкина, Екатерина Антонова, запасной: Анастасия Бегинина, тренер: Ольга Андрианова                    | Сборная Москвы-1 (Москва) Анна Сидорова, Нкеирука Езех, Ольга Зябликова, Галина Арсенькина, запасной: Надежда Карелина, тренер: Ольга Андрианова                                                                         | Альбатрос (Калининград) Ольга Жаркова, Алиса Трегуб, Юлия Гузиёва, Екатерина Шарапова, запасной: Юлия Портунова, тренер: Сергей Беланов                                        |
| 2014 | Сборная Москвы-1 (Москва) Анна Сидорова, Нкеирука Езех, Ольга Зябликова, Александра Саитова, запасной: Анастасия Бегинина, тренер: Ольга Андрианова                              | Альбатрос (Калининград) Ольга Жаркова, Алиса Мирошниченко (Трегуб), Юлия Гузиёва, Екатерина Шарапова, запасной: Юлия Портунова, тренер: Сергей Беланов                                                                   | Сборная Москвы-2 (Москва) Людмила Прививкова, Екатерина Галкина, Маргарита Фомина, Екатерина Антонова, запасной: Валерия Шелкова, тренер: Ольга Андрианова                     |
| 2015 | Сборная Москвы-1 (Москва) Анна Сидорова, Маргарита Фомина, Александра Саитова, Екатерина Галкина, запасной: Нкеирука Езех, тренер: Ольга Андрианова                              | Адамант-1 (Санкт-Петербург) Алина Ковалёва, Ульяна Васильева, Елена Ефимова, Оксана Богданова, запасной: Мария Комарова, тренер: Алексей Целоусов                                                                        | Краснодарский край (Сочи) Ольга Жаркова, Юлия Гузиёва, Юлия Портунова, Галина Арсенькина, тренер: Сергей Беланов                                                               |
| 2016 | Москва-1 Анна Сидорова, Маргарита Фомина, Александра Саитова, Нкеирука Езех, запасной: Екатерина Галкина, тренер: Ольга Андрианова                                               | Краснодарский край (Сочи) Ольга Жаркова, Юлия Портунова, Галина Арсенькина, Юлия Гузиёва, запасной: Наталья Зайцева, тренер: Сергей Беланов                                                                              | Адамант-1 (Санкт-Петербург) Алина Ковалёва, Ульяна Васильева, Екатерина Кузьмина, Мария Комарова, запасной: Оксана Богданова, тренер: Алексей Целоусов                         |
| 2017 | Краснодарский край (Сочи) Ольга Жаркова, Галина Арсенькина, Юлия Портунова, Юлия Гузиёва, запасной: Людмила Прививкова, тренер: Ефим Жиделев                                     | Адамант-1 (Санкт-Петербург) Алина Ковалёва, Ульяна Васильева, Екатерина Кузьмина, Мария Комарова, запасной: Мария Бакшеева, тренер: Алексей Целоусов                                                                     | Сборная команда Москвы (Москва) Анна Сидорова, Маргарита Фомина, Александра Раева, Нкеирука Езех, запасной: Екатерина Антонова, тренер: Ольга Андрианова                       |
| 2018 | Воробьёвы горы-1 (Москва) Анна Сидорова, Маргарита Фомина, Александра Раева, Нкеирука Езех, запасной: Евгения Дёмкина                                                            | Адамант Санкт-Петербург 1 Алина Ковалёва, Анастасия Брызгалова, Ульяна Васильева, Екатерина Кузьмина, запасной: Валерия Мирошниченко                                                                                     | Адамант Санкт-Петербург 2 Мария Бакшеева, Мария Дуюнова, Оксана Гертова, Арина Заседателева, Мария Ермейчук                                                                    |
| 2019 | Адамант Санкт-Петербург 1 Алина Ковалёва, Анастасия Брызгалова, Анастасия Даньшина, Екатерина Кузьмина, запасной: Ульяна Васильева                                               | Краснодарский край 1 (Сочи) Юлия Портунова, Ольга Жаркова, Галина Арсенькина, Юлия Гузиёва, запасной: Наталья Налимова                                                                                                   | Московская область 1 (Дмитров) Влада Румянцева, Дарья Морозова, Ирина Рязанова, Анастасия Мищенко                                                                              |
| 2020 | Санкт-Петербург 1 Алина Ковалёва, Мария Комарова, Галина Арсенькина, Екатерина Кузьмина, запасной: Вера Тюлякова, тренер: Анастасия Брызгалова                                   | Краснодарский край 1 (Сочи) Анна Сидорова, Юлия Портунова, Людмила Прививкова, Наталья Налимова, тренеры: Сергей Беланов, Ефим Жиделев                                                                                   | Московская область 2 (Дмитров) Ольга Котельникова, Анастасия Москалёва, Дарья Морозова, Дарья Стёксова, запасной: Дарья Панченко, тренеры: Татьяна Лукина, Марина Веренич      |
| 2021 | Краснодарский край 2 (Сочи) Ольга Жаркова, Мария Игнатенко, Ирина Полетаева, Полина Мурзина, запасной: Екатерина Гавриленко, тренеры: Н.В. Налимова, Ефим Жиделев                | Краснодарский край 1 (Сочи) Анна Сидорова, Людмила Прививкова, Софья Ткач, Юлия Чемоданова, запасной: Наталья Налимова, тренер: Ефим Жиделев                                                                             | Санкт-Петербург 1 Мария Комарова, Вера Тюлякова, Виктория Енбаева, Валерия Мирошниченко, запасной: Инга Наумец, тренеры: В.А Воробьёв, Алексей Тимофеев                        |
| 2022 | Санкт-Петербург 2 Нкеирука Езех, Диана Маргарян, Алина Бородулина, Анастасия Кильчевская, запасной: Ольга Антонова, тренеры: Константин Задворнов                                | Санкт-Петербург 1 Алина Ковалёва, Мария Комарова, Галина Арсенькина, Екатерина Кузьмина, запасной: Вера Тюлякова, тренер: Анастасия Брызгалова                                                                           | Московская область 2 (Дмитров) Влада Румянцева, Анастасия Мищенко, Ирина Рязанова, Александра Кардапольцева, запасной: Алина Лёц, тренеры: Татьяна Лукина, Марина Веренич      |
| 2023 | Краснодарский край 2 (Сочи) Анна Сидорова, Виктория Енбаева, Софья Ткач, Людмила Прививкова, тренеры: Ефим Жиделев, Е.И. Азимова                                                 | Санкт-Петербург 2 Алина Ковалёва, Мария Комарова, Галина Арсенькина, Екатерина Кузьмина, запасной: Анастасия Брызгалова, тренер: Анастасия Брызгалова                                                                    | Московская область 1 (Дмитров) Влада Румянцева, Ирина Рязанова, Дарья Морозова, Анастасия Мищенко, запасной: Александра Кардапольцева, тренеры: Татьяна Лукина, Марина Веренич |
| 2024 | Московская область 1 (Дмитров) Ирина Рязанова, Дарья Морозова, Анастасия Мищенко, Александра Мельникова, запасной: Дарья Стёксова, тренеры: Алексей Стукальский, Марина Веренич  | Санкт-Петербург 2 Диана Маргарян, Алина Бородулина, Валерия Мирошниченко, Анастасия Кильчевская, запасной: Арина Артамонова, тренер: Пётр Дрон                                                                           | Санкт-Петербург 3 Ирина Низовцева, Нкеирука Езех, Надежда Белякова, Виктория Федотова, запасной: Арина Пянтина, тренеры: Константин Задворнов, Е.В. Ильиных                    |
| 2025 | УОР №2 (Санкт-Петербург) Алина Ковалёва, Анастасия Брызгалова, Екатерина Шабунова, Ирина Низовцева, запасной: Ольга Киба, тренеры: Анастасия Брызгалова, Александр Крушельницкий | Иркутская область - Комсомолл 1 Валерия Денисенко, Алина Фахуртдинова, Елизавета Трухина, Елизавета Киселёва, запасной: Полина Власенко, тренер: Анна Трухина                                                            | Санкт-Петербург 1 Диана Маргарян, Алина Бородулина, Валерия Мирошниченко, Анастасия Кильчевская, запасной: Яна Цыганкова, тренер: Пётр Дрон                                    |

Составы команд указаны в порядке: четвёртый, третий, второй, первый, запасной, тренер; скипы выделены полужирным шрифтом.

## Медальный зачёт по скипам
(по состоянию на после чемпионата 2025 года; учитываются медали и тогда, когда кёрлингист не был скипом, но вообще был скипом-медалистом хотя бы раз; медали в качестве тренера не учитываются)
| Кёрлингист           | 1  | 2 | 3 |
| -------------------- | -- | - | - |
| Ольга Жаркова        | 10 | 3 | 3 |
| Нкеирука Езех        | 10 | 2 | 2 |
| Анна Сидорова        | 9  | 4 | 1 |
| Маргарита Фомина     | 6  | 5 | 2 |
| Людмила Прививкова   | 5  | 7 | 1 |
| Татьяна Смирнова     | 5  | 3 | 3 |
| Алина Ковалёва       | 3  | 5 | 1 |
| Нина Головченко      | 2  | 1 |   |
| Ирина Рязанова       | 2  |   | 3 |
| Яна Некрасова        | 1  | 2 | 3 |
| В. Шахнина           | 1  | 1 | 3 |
| Диана Маргарян       | 1  | 1 | 1 |
| Ирина Низовцева      | 1  |   | 1 |
| Екатерина Лисицкая   |    | 5 | 3 |
| Мария Комарова       |    | 2 | 1 |
| Мария Бакшеева       |    | 1 | 1 |
| Н. Подушкина         |    | 1 |   |
| Елизавета Трухина    |    | 1 |   |
| Влада Румянцева      |    |   | 3 |
| Анастасия Борисова   |    |   | 2 |
| Дарья Козлова        |    |   | 2 |
| Виктория Макаршина   |    |   | 2 |
| Ольга Андрианова     |    |   | 1 |
| Ж. Изотова (Осипова) |    |   | 1 |
| Ольга Котельникова   |    |   | 1 |